# Notícia de Catalunya
Notícia de Catalunya és un llibre d'assaig publicat l'any 1954 per l'historiador Jaume Vicens i Vives (1910-1960), considerat una de les obres cabdals de la historiografia catalana del segle xx.
A les seves pàgines s'hi fa una revisió de la història de Catalunya aplicant els corrents renovadors de la historiografia científica impulsada per l'Escola dels Annales. Va ser la primera obra de la postguerra editada legalment en català que reflexionava sobre la catalanitat, la qual va obtenir un gran èxit comercial i ha exercit una enorme influència en la producció històrica posterior sobre Catalunya, tant en l'àmbit català com en l'espanyol.
L'any 1960, poques setmanes abans de la seva mort, l'autor va publicar una segona edició revisada i ampliada.

## Context
A partir dels anys cinquanta, Vicens i Vives va liderar el rellançament de la historiografia catalana en l'àmbit metodològic i conceptual, obrint les portes a disciplines que fins al moment havien estat obviades, com ara la geografia, la sociologia o la història econòmica. L'historiador es proclamava continuador d'una escola que anava de Pròsper de Bofarull a Ferran Soldevila, i que la repressió i la desfeta cultural posterior a la Guerra Civil havien deixat estroncada, però incorporava un nou bagatge metodològic que va donar lloc, primer, a l'innovador assaig de Notícia de Catalunya, i que seria seguit els anys posteriors amb la publicació dels nou volums de les Biografies Catalanes (1955-1962) –en realitat era una història de Catalunya que feia falta disfressar amb aquest nom– o Industrials i polítics (1958).
Notícia de Catalunya, escrita a proposta de Josep Pla i per encàrrec del periodista Santiago Nadal, pretén explicar quina és l'essència col·lectiva dels catalans com a nació històrica, i per aquest motiu el títol original havia de ser Nosaltres els catalans, que tanmateix fou prohibit per la censura franquista. Segons explica Borja de Riquer, el llibre va ser una síntesi de les discussions amb alumnes i col·laboradors d'un seminari d'història de la Universitat de Barcelona. El format d'assaig va permetre a l'autor distanciar-se del format d'un llibre d'història estricta, donant lloc al què s'ha considerat «una crònica sentimental del passat històric català» adreçada a un públic molt ampli, no exclusivament català, sinó també espanyol, atès que se'n va publicar una traducció al castellà l'any 1962.
De fet, l'obra té una clara voluntat d'incidir en el moment polític i en l'esdevenidor de Catalunya i del conjunt de l'Estat espanyol, fent una aposta per una visió d'Espanya més inclusiva amb les realitats nacionals perifèriques i amb els tarannàs col·lectius diferents de la mentalitat castellana. No debades Vicens escriu al pròleg que «Amb motiu de la meva intervenció perifèrica al diàleg obert entre alguns intel·lectuals castellans i catalans sobre l'esdevenidor de la nostra cultura he escrit una i altra volta que calia fer un esforç per conèixer-nos nosaltres mateixos abans de passar a projectes definits, a realitzacions concretes. (...) hem de saber qui hem estat i qui som si volem construir un edifici acceptable dins el gran marc de la societat occidental a la qual pertanyem per filiació directa des de temps dels carolingis».

## Idees principals
Per a Vicens les essències nacionals estan conformades per un cúmul de contingències històriques de tipus divers, «el corrent de base, una mena de plasma històric produït per fets geogràfics, racials, econòmics i socials primaris», al qual s'afegeix una «sobreestructura tècnica, sentimental, estètica i ideològica» que constitueix la mentalitat social dels pobles, que defineix com «una manera de prendre's la vida, que es reflecteix en una articulació espiritual conscient, en uns costums específics, la prevalença d'uns interessos i unes passions, la creació d'un tarannà secular».
Així, incorporant l'estudi de tots dos factors, parteix de l'origen del català com a «home de marca», sorgit d'un espai de frontera (la Marca Hispànica) a mig camí entre el centre peninsular i les influències del continent europeu. És, de fet, aquest passat que entronca amb el llinatge carolingi allò que Vicens considera l'arrel d'un «europeisme distintiu» consubstancial als catalans, el qual arriba a definir com un «permanent èxtasi cultural transpirinenc».
L'autor defineix la conformació del tarannà i la psicologia dels catalans a partir del resultat històric de diverses tendències oposades (mar/muntanya, camp/ciutat, senyor/vassall) sumades a unes formes particulars d'entendre la relació amb la terra i el treball («l'eina i la feina»). A tot plegat hi afegeix, tot seguint les tesis d'Arnold J. Toynbee, la importància d'una minoria social selecta i conscient («prohomia i gent de bé») i el paper de l'Església catòlica. De totes les oposicions que planteja, emperò, la més comentada i polèmica ha estat «el seny i la rauxa» com a ressorts psicològics col·lectius que configuren l'actitud del poble català davant els fets i els episodis històrics.
L'altra tesi principal, referida a l'àmbit polític, és la que destaca i desenvolupa el concepte del pactisme com a part constitutiva de la identitat col·lectiva catalana, producte de la història particular de les institucions catalanes i raó per la qual l'acoblament del Principat a la monarquia hispànica dels Àustries i els Borbons no va ser completa. En aquest sentit, fa un repàs de les revoltes catalanes des del s. XV. Arribant a l'època contemporània, Vicens defensa la legitimitat del reformisme moderat de la burgesia catalana en la vida política espanyola, rebut amb recel i incomprensió en l'àmbit hispànic, tot impedint que a Catalunya es produís un procés revolucionari en l'àmbit polític i econòmic semblant al d'altres nacions europees.
Situats en el context en què es va escriure el llibre, l'autor defensa una visió «real, historicista i pluralista dels pensadors del nord, des de Catalunya fins a la muntanya santanderina» oposat a una idea d'Espanya abstracta, jacobina i uniforme, pròpia dels intel·lectuals castellans i andalusos. La superació del dualisme entre el seny i la rauxa ha de permetre un nou escenari històric, extensiu a tot l'Estat, en què «entre tots plegats fer una comunitat moderna, pràctica i eficient, justa, pacífica i tolerant».

En darrer terme, Vicens i Vives clou el llibre afirmant, en una cèlebre cita, que el primer ressort de la psicologia catalana és la voluntat de ser:
«El primer ressort de la psicologia catalana no és la raó, com en els francesos; la metafísica, com ens els alemanys; l'empirisme, com en els anglesos; la intel·ligència, com en els italians; o la mística, com ens els castellans. A Catalunya el mòbil primari és la voluntat d'ésser.»

## Repercussió
Notícia de Catalunya, de la qual es publicà una segona edició ampliada l'any 1960, tingué en la seva època una gran influència i arran de la seva aparició es va encetar una nova etapa en l'evolució dels assaigs del seu gènere, donant lloc a reflexions sobre Catalunya –i els altres territoris dels Països Catalans– fins ben entrats els anys seixanta. Una mostra d'aquesta influència –des d'una posició crítica– és el llibre Nosaltres, els valencians (1962) de Joan Fuster; per la seva part, Josep Melià va fer el mateix amb Els mallorquins (1967, reeditat el 1990 amb el títol La nació dels mallorquins). El mateix Vicens obria aquesta porta al pròleg de la primera edició, quan afirmava que «Si hem d'assolir alguna conclusió d'ordre general al capdavall dels nostres esforços cal comptar amb les veus dels catalans que l'expansió dels avantpassats feu créixer i perpetuar més enllà del territori estricte del vell Principat. Valencians i mallorquins ens han de donar ajut per a realitzar aquest propòsit d'introspecció col·lectiva».
L'any 1962 va ser traduït al castellà, encetant nous debats sobre Catalunya escrits també des d'una òptica estatal. De fet, s'ha vist Notícia de Catalunya, juntament amb La pell de brau de Salvador Espriu, la principal inspiració per a una doble via d'afirmació de la catalanitat i d'intervencionisme hispànic.
Vist des d'una perspectiva més general, l'assaig de Vicens és considerat ja un clàssic del catalanisme i per a molts historiadors ha tingut un impacte cabdal en la conformació del discurs polític catalanista contemporani, particularment en el de Jordi Pujol, que se n'ha reconegut deutor. Malgrat que molts aspectes d'aquesta obra estan superats per la investigació històrica dels darrers anys, recentment també se n'han fet nombroses relectures dins el context del procés independentista català.

## Edicions
- Notícia de Catalunya. Nosaltres els catalans. Avantpròleg de Borja de Riquer.  Barcelona: Vicens Vives, 2010 (Col·lecció Obra Escollida). ISBN 978-8431696580.